# Leslie Wormald
Leslie Graham Wormald (Maidenhead, Berkshire, 19 d'agost de 1890 – Knightsbridge, Londres, 10 de juliol de 1965) va ser un remer anglès que va competir a començaments del segle xx.
Wormald va néixer a Maidenhead, i estudià a l'Eton College i al Magdalen College, de la Universitat d'Oxford. Guanyà la Grand Challenge Cup de la Henley Royal Regatta de 1910, 1911 i 1912. Remà amb l'equip d'Oxford que guanyà les edicions de 1911, 1912 i 1913 de la Regata Oxford-Cambridge. Com a membre del Leander Club el 1912 va prendre part en els Jocs Olímpics d'Estocolm, on guanyà la medalla d'or en la competició del vuit amb timoner del programa de rem.
Wormald va servir en la Primera Guerra Mundial i guanyà la Creu Militar pels seus serveis a França el 1918. Posteriorment es retirà a viure a Espanya i morí a l'Hotel Hyde Park de Londres durant una de les seves visites a Anglaterra.